# Antiparallelo
In elettrotecnica, due bipoli si dicono in antiparallelo nel caso ogni bipolo sia polarizzato, ed il parallelo venga effettuato in modo che le polarità dei due bipoli risultino opposte.
In antiparallelo è possibile connettere due diodi a semiconduttore (clamper), e tanti altri dispositivi elettronici.